# جويرينو فانولي باسكت
جويرينو فانولي باسكت (بالإيطالية: Guerino Vanoli Basket)‏ هو فريق كرة سلة إيطالي تأسس في سنة 1999 يقع في كريمونا، إيطاليا. يلعب في ليغا باسكيت الدرجة الأولى.

## أبرز اللاعبين
- كيث لانجفورد
- دانتي كالابريا
- تروي بيل
- فون وافر
- ماركو ميليتش
- ماركو كوزين
- لوكا فيتالي

## وصلات خارجية
- الموقع الرسمي